# Коротах (аул)
Коротах — покинутый аул в Галанчожском районе Чеченской Республики. Входит в Мелхйистинское сельское поселение.

## География
Аул расположен на берегу реки Аргун, на границе с Грузией, к юго-западу от районного центра Галанчож.
Ближайшие населённые пункты: на северо-западе — бывшие аулы Нахорусты, Сахани и Икильчи, на север-востоке — бывший аул Басты, на юго-востоке — бывший аул Камалхи, на юго-западе — бывший аул Джари.

## История
Аул Коротах ликвидирован в 1944 году во время депортации чеченцев. После восстановления Чечено-Ингушской АССР чеченцам было запрещено возвращаться в свои исконные районы: Галанчожский, Шатойский и Итум-Калинский.
В 1977 году в ходе исследования башенного комплекса Коротах в одном из склепов был найден головной убор (колпак) 1430—1480 годов.